# 나시르 알딘 알투시

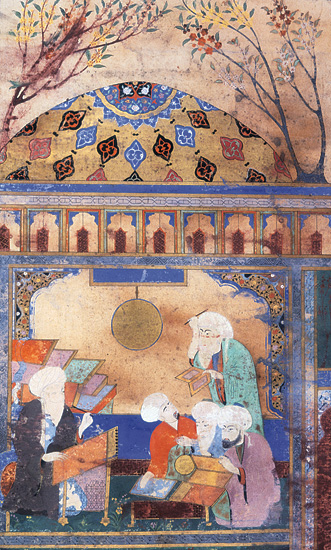
자기 천문대의 알투시.

무함마드 이븐 무함마드 이븐 알하산 알투시(페르시아어: محمد ابن محمد ابن حسن طوسی: 1201년 2월 18일-1274년 6월 26일)는 페르시아인 박식가로, 철학, 건축, 의학, 신학 등 다방면에 손을 댔다. 알투시는 당대에 유명한 문인으로, 수학, 공학, 산문, 신비주의, 천문학 등 다양한 분야에 관한 글을 썼다. 일부 학자들은 알투시를 중세 이슬람 세계에서 가장 위대한 과학자였다고 평가한다.

## 같이 보기
- 심괄